# Valkjärvi (sjö i Finland, Kymmenedalen, lat 60,55, long 27,52)
Valkjärvi är en sjö i Finland. Den ligger i kommunen Vederlax i landskapet Kymmenedalen, i den södra delen av landet, 150 km öster om huvudstaden Helsingfors. Valkjärvi ligger 37 meter över havet. I omgivningarna runt Valkjärvi växer i huvudsak blandskog. Arean är 9,2 hektar och strandlinjen är 1,25 kilometer lång. Sjön  ingår i Finska vikens kustområde. 